# Leandro Joaquim
Leandro Joaquim (Rio de Janeiro, c.1738 — c.1798) foi um pintor, cenógrafo e arquiteto do Brasil Colônia .  

## Vida
Poucos detalhes são conhecidos da vida de Leandro Joaquim. Aparentemente nasceu no Rio de Janeiro, então capital do Brasil Colônia, cerca de 1738, e viveu toda sua vida nessa cidade. Estudou pintura com o pintor colonial João de Sousa. Como Mestre Valentim, artista contemporâneo com quem muito colaborou, Leandro Joaquim era mulato .

## Obra

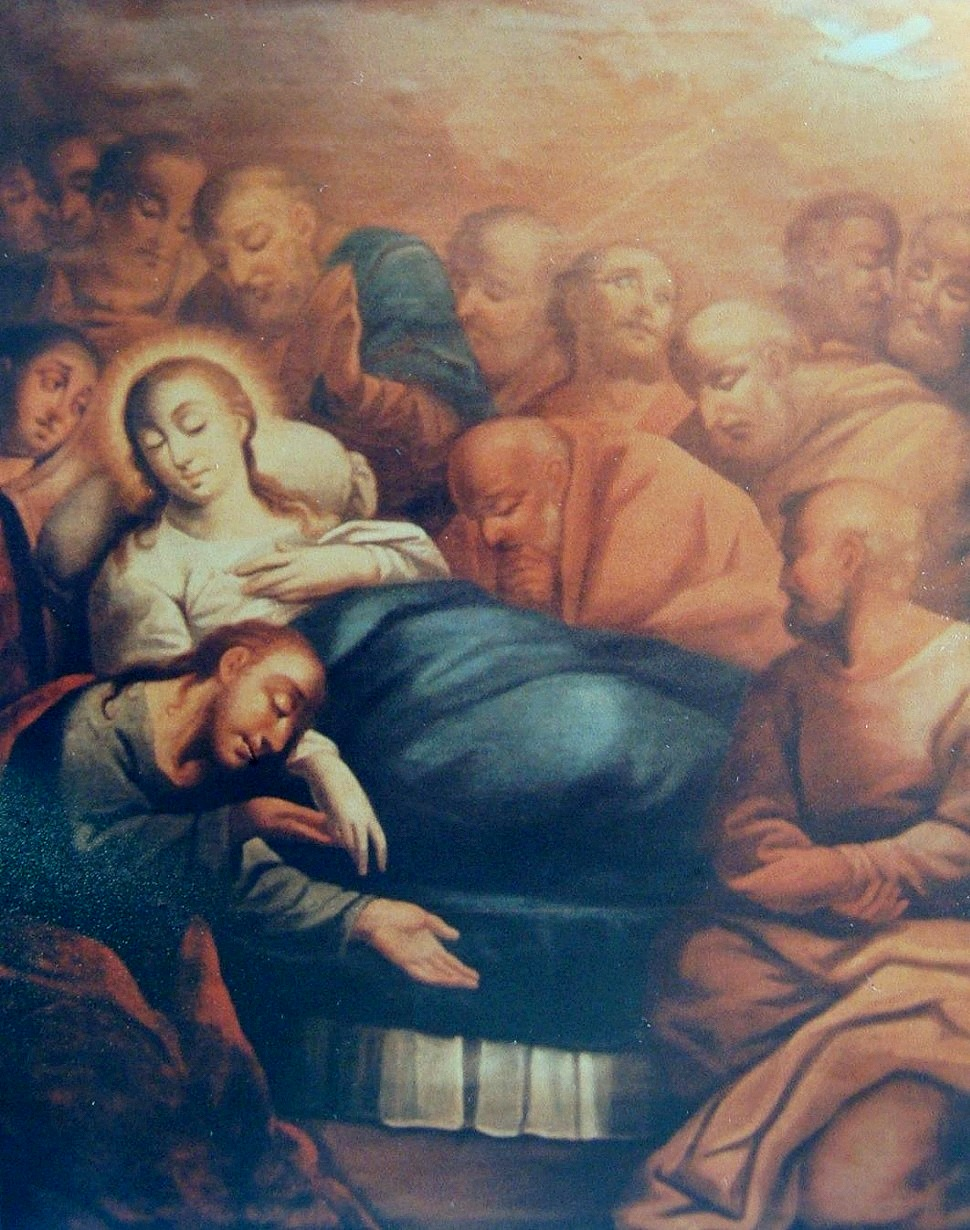
Pintura de Nossa Senhora da Boa Morte.

Pintou muitas telas de temática religiosa para as igrejas de São Sebastião do Castelo, Nossa Senhora do Parto e para a Igreja de Nossa Senhora da Conceição e Boa Morte. Pintou também retratos, como o do capitão-mor Gregório Francisco de Miranda e o do seu mecenas e amigo, o Vice-Rei D. Luís de Vasconcelos e Sousa (ambas agora no Museu Histórico Nacional).

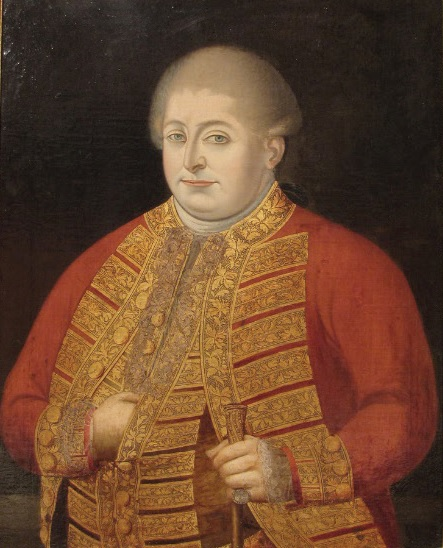
Retrato de D. Luís de Vasconcelos e Sousa pintado por Leandro Joaquim c. 1790.

Como cenógrafo, Leandro Joaquim trabalhou criando cenários para o teatro de Manuel Luís, um ator e empresário português que fundou uma das primeiras casas de espetáculos na capital da colônia em 1769.
As obras mais famosas de Leandro Joaquim são as oito telas elípticas pintadas para decorar um dos pavilhões do Passeio Público, o parque da cidade desenhado por Mestre Valentim. Seis destas telas sobreviveram, fazendo parte do acervo do Museu Histórico Nacional, e mostram aspectos da paisagem da cidade do Rio de Janeiro e da Baía da Guanabara. Seus temas são: Esquadra Inglesa, Pesca da Baleia na Baía de Guanabara, Procissão Marítima ao Hospital dos Lázaros, Revista Militar no Largo do Paço, Igreja e Praia da Glória e Boqueirão e Arcos da Lapa. Esses quadros estão entre as primeiras pinturas paisagísticas realizadas no Brasil e são de grande interesse artístico e histórico.

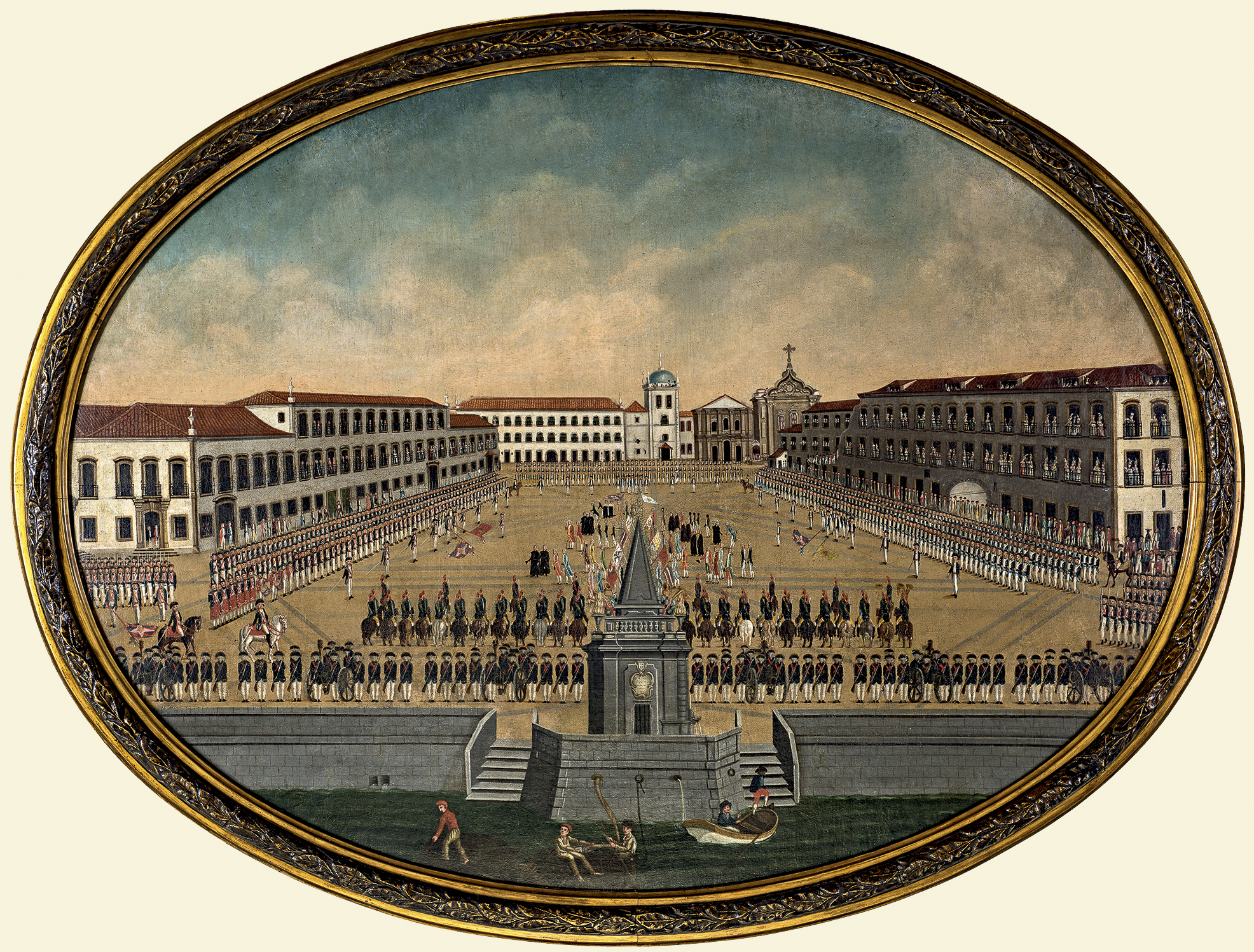
Revista militar no Largo do Paço, atual Praça XV. Coleção do Museu Histórico Nacional. (c. 1790).
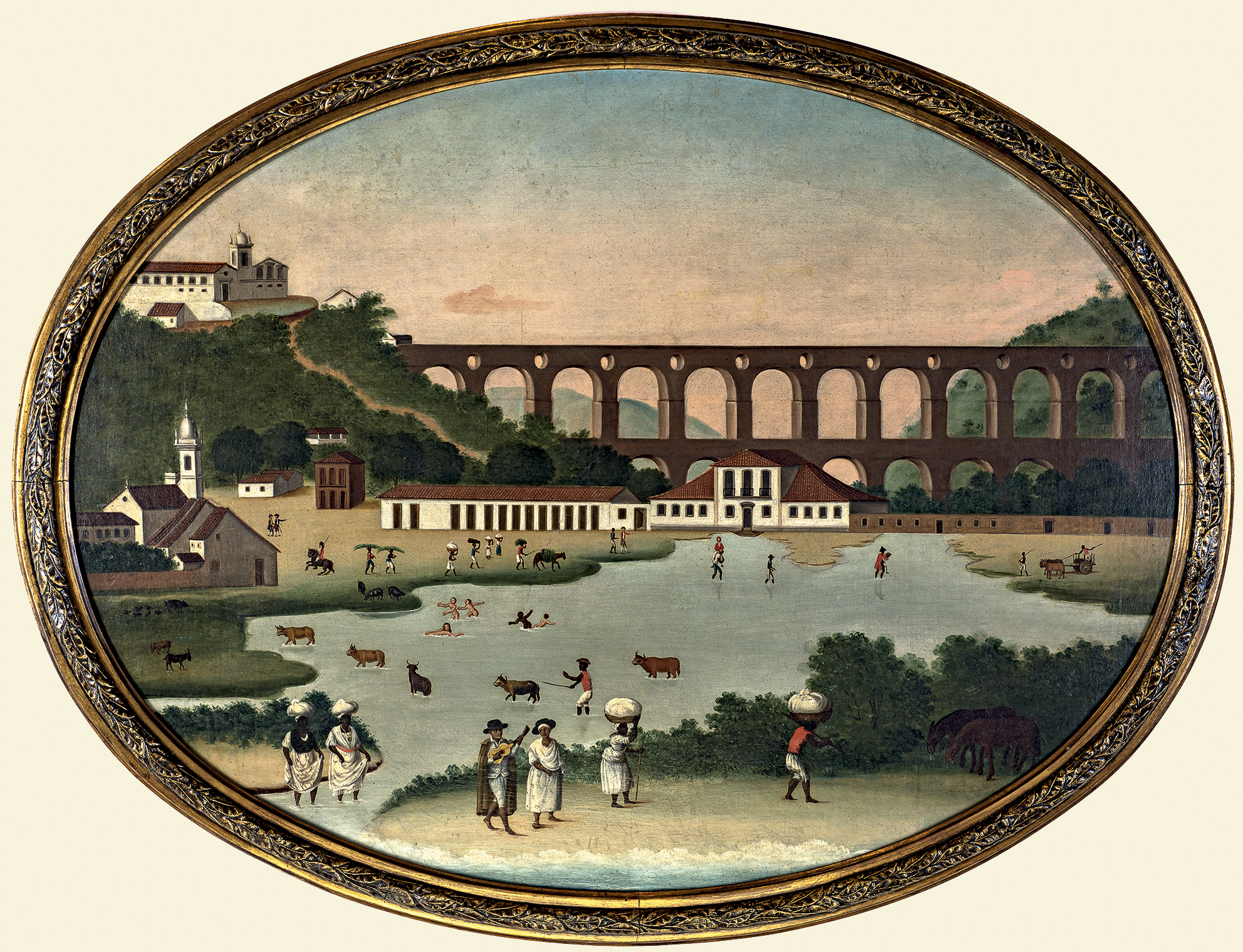
Lagoa do Boqueirão e Aqueduto da Carioca. Coleção do Museu Histórico Nacional. (c. 1790).
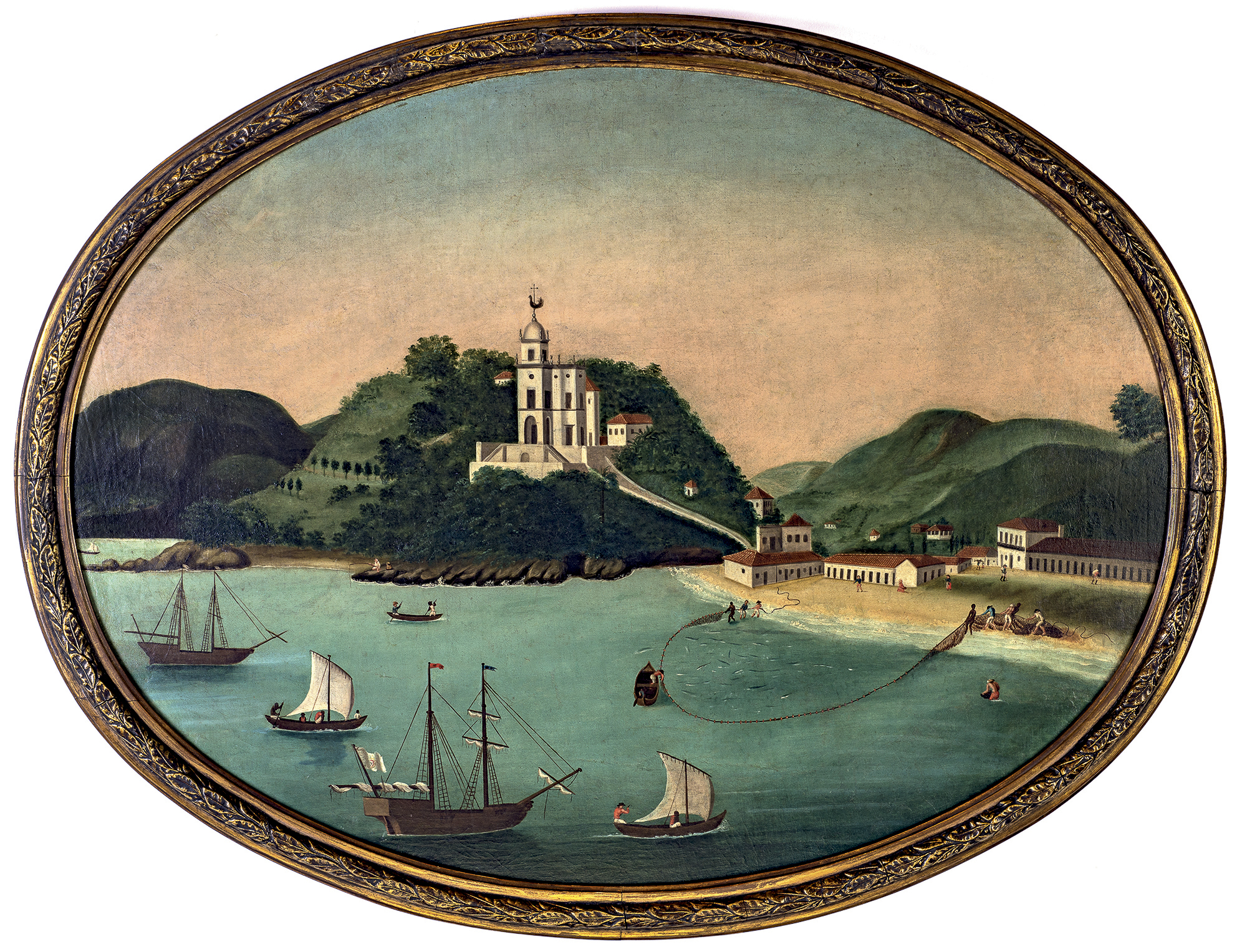
Igreja e praia da Glória. Coleção do Museu Histórico Nacional. (c. 1790).
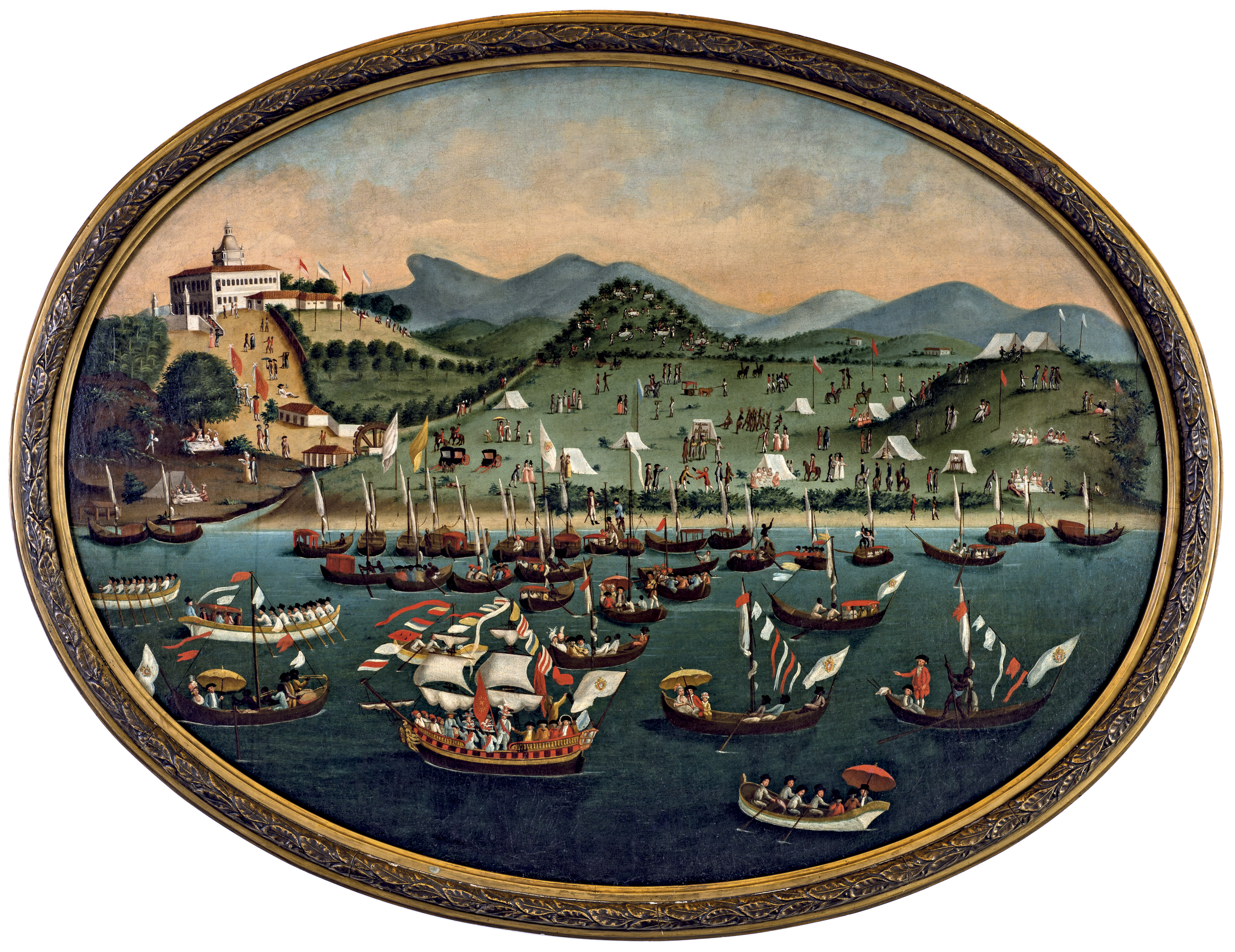
Procissão marítima diante do Hospital dos Lázaros. Coleção do Museu Histórico Nacional. (c. 1790).
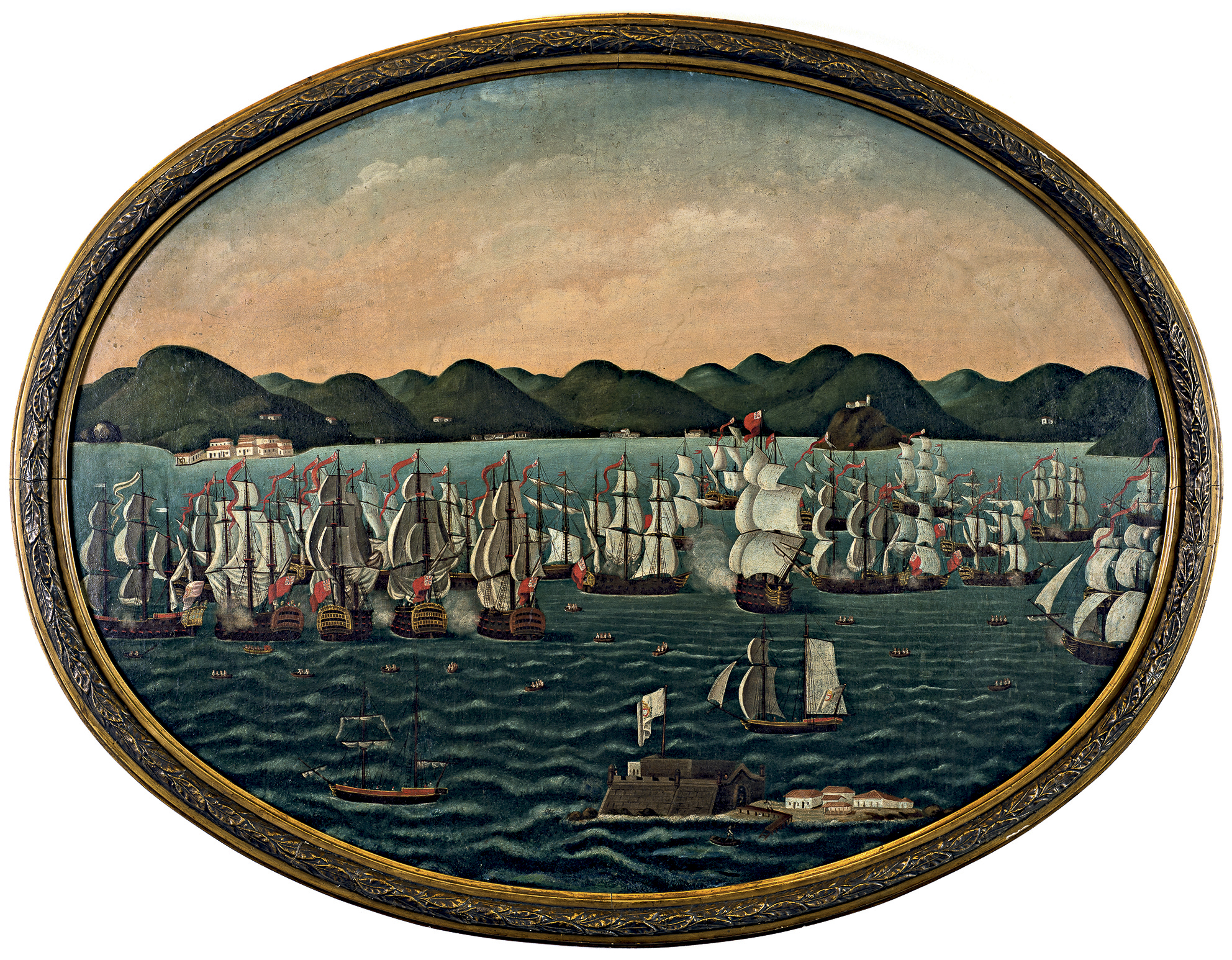
Visita de uma esquadra inglesa ao Rio de Janeiro. Coleção do Museu Histórico Nacional. (c. 1790).
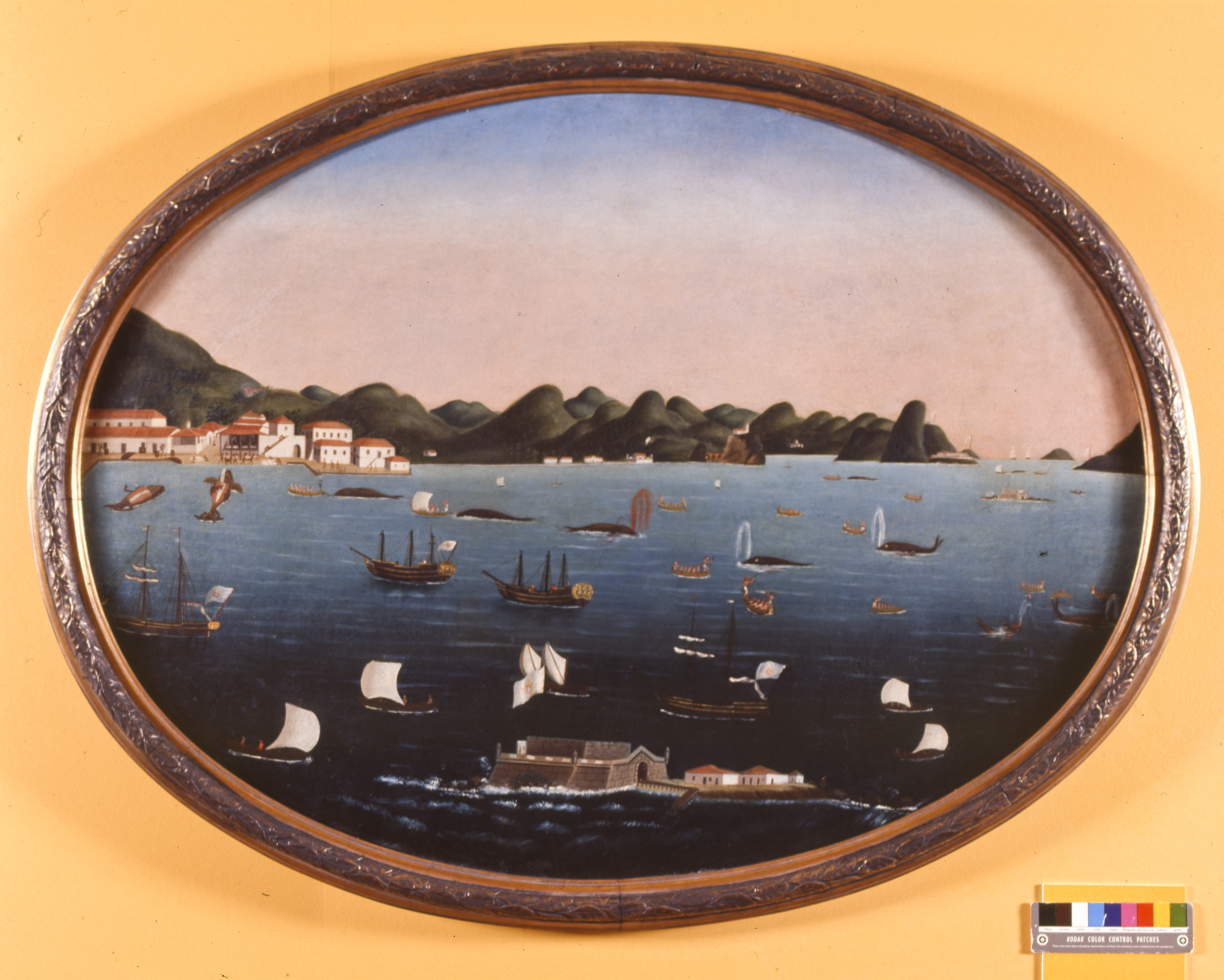
Pesca da baleia na Baía de Guanabara. Coleção do Museu Histórico Nacional. (c. 1790).